# Waneta Hoyt
Waneta Ethel Hoyt (ur. 13 maja 1946 w Richford, zm. 13 sierpnia 1998 w Bedford) – amerykańska seryjna morderczyni. W latach 1965–1971 zamordowała w Oswego piątkę swoich dzieci.
Początkowo sądzono, że przyczyną śmierci niemowląt jest nagła śmierć łóżeczkowa (tzw. SIDS), dzięki temu długo udawało się jej pozostać bezkarną. 
W 1972 „Journal of Pediatrics” opisał historię zgonów jej dzieci w artykule dotyczącym SIDS. W 1994 udało się jednak udowodnić, że śmierć dzieci Hoyt nie była tym spowodowana; niedługo później kobieta przyznała się do ich zamordowania.
W 1995 Waneta Hoyt została skazana na karę dożywotniego pozbawienia wolności.

## Ofiary
| Lp. | Ofiara     | Wiek       | Data             |
| --- | ---------- | ---------- | ---------------- |
| 1.  | Eric Hoyt  | 3 miesiące | 26 stycznia 1965 |
| 2.  | Julie Hoyt | 1 miesiąc  | 5 września 1968  |
| 3.  | James Hoyt | 2 lata     | 26 września 1968 |
| 4.  | Molly Hoyt | 2 miesiące | 5 czerwca 1970   |
| 5.  | Noah Hoyt  | 2 miesiące | 21 lipca 1971    |